# Liste der Ahnen und Familienmitglieder Mohammeds
In den folgenden Abschnitten wird ein Überblick über die Ahnen und Familienmitglieder des islamischen Religionsstifters Mohammed gegeben. Für einen engeren Kreis von Mohammeds Familie wird auch der Begriff Ahl al-bait verwendet. Welcher Kreis von Personen mit diesem Begriff gemeint ist, schwankt allerdings je nach Tradition und Konfession.

## Ahnen
Es gibt verschiedene Überlieferungen (Hadith) von Mohammad über seine Vorfahren. Islamische Gelehrte haben versucht, eine Ahnentafel von Mohammed bis zu dem sagenhaften menschlichen Stammvater Adam zu konstruieren. Historisch und genealogisch beweisbar sind jedoch nur die letzten Glieder dieser Tafel.
- Mohammed
- Sohn von ʿAbdallāh
- Sohn von ʿAbd al-Muttalib
- Sohn von Hāschim (Stammvater der Haschimiten)
- Sohn von ʿAbd Manāf ibn Qusaiy
- Sohn von Qusaiy ibn Kilāb

Ab hier beginnt der historisch nicht nachweisbare Teil der Ahnentafel:
- Sohn von Kilab
- Sohn von Murra
- Sohn von Ka'b
- Sohn von Lu'ayy
- Sohn von Ghalib
- Sohn von Fihr (Stammvater der Quraisch)
- Sohn von Malik
- Sohn von Nadr
- Sohn von Kinana
- Sohn von Chuzaima
- Sohn von Mudrika
- Sohn von Ilyas
- Sohn von Mudar
- Sohn von Nizar
- Sohn von Ma'add
- Sohn von Adnan
- Sohn von Udad
- Sohn von Muqawwam
- Sohn von Nahur
- Sohn von Tairah
- Sohn von Ya'rub
- Sohn von Yaschdschub
- Sohn von Nabit (biblisch: Nebajot)
- Sohn von Isma'il (biblisch: Ismael; Stammvater der Araber)
- Sohn von Ibrahim (biblisch: Abraham; Stammvater der Juden und Araber)
- Sohn von Tarih (biblisch: Terach)
- Sohn von Nahur (biblisch: Nahor)
- Sohn von Sarugh (biblisch: Serug)
- Sohn von Ra'u (biblisch: Regu)
- Sohn von Fahlik (biblisch: Peleg)
- Sohn von Aibar (biblisch: Eber)
- Sohn von Kasir (nicht biblisch erwähnt)
- Sohn von Schalich (biblisch: Schelach)
- Sohn von Arfachschadh (biblisch: Arpachschad)
- Sohn von Sam (biblisch Sem; Stammvater der Semiten)
- Sohn von Nuh (biblisch: Noahh; Überlebender der Sintflut)
- Sohn von Lamk (biblisch: Lamech)
- Sohn von Matuschalach (biblisch: Metuschelach)
- Sohn von Achnuch (biblisch: Henoch)
- Sohn von Yard (biblisch: Jered)
- Sohn von Mahlil (biblisch: Mahalalel)
- Sohn von Qainan (biblisch: Kenan)
- Sohn von Yanisch (biblisch: Enosch)
- Sohn von Shith (biblisch: Set)
- Sohn von Adam (Stammvater der Menschheit)

## Ehefrauen
Die genaue Zahl von Mohammeds Ehefrauen ist nicht überliefert, aber sie überschritt die im Koran für die anderen Gläubigen erlaubte Anzahl von vier gleichzeitigen Ehefrauen. Die etwa 15 Jahre ältere Chadīdscha bint Chuwailid war seine erste Ehefrau und 25 Jahre lang auch seine einzige. In seinen späten Lebensjahren war er jedoch mit einer Vielzahl von Frauen gleichzeitig verheiratet. Daneben hatte er auch Sklavinnen als Konkubinen, beispielsweise Maria al-Qibtiyya, eine Christin. Mit Chadidscha hatte Mohammed mehrere Kinder, ferner von Maria einen Sohn, der jedoch im Kindesalter verstarb. Seine einzigen überlebenden Enkel, die das Erwachsenenalter erreichten, waren die zwei Söhne seiner Tochter Fatima, Hasan und Hussein.
| Nr. | Name                 | Andere Schreib- weisen          | Lebens- daten         | Heirat                           | Herkunft | Bemerkung | Kinder |
| --- | -------------------- | ------------------------------- | --------------------- | -------------------------------- | --- | --- | --- |
| 1.  | Chadidscha           | Chadīdscha bint Chuwailid       | * um 555, † 619       | um 595                           | eine reiche, mekkanische Kauffrau, verwitwet. Tochter von Chuwaylid | Sie machte Mohammed zum Teilhaber ihrer Handelsgeschäfte. Sie war die erste und bis zu ihrem Tod im Jahr 619 einzige Frau Mohammeds und unterstützte ihn in seinem Glauben. | Chadidscha hatte mit Mohammed mindestens vier Kinder. Im Hadith werden die vier Töchter Fatima, Ruqaiya, Umm Kulthum und Zainab erwähnt. Zwei Söhne, al-Qasim und Abdullah, sollen im Kindesalter gestorben sein. |
| 2.  | Sauda bint Zama      | Sawada bint Zam'a               |                       |                                  | | wurde nach dem Tode Chadidschas die zweite Frau Mohammeds. Sauda trat früh zum Islam über und wird als besonders gütig und warmherzig beschrieben.                          | Die Ehe blieb kinderlos. |
| 3.  | Aischa               | Aischa Siddiqa bint Abu Bakr    | geboren um 614; † 678 | um 620                           | Tochter Abu Bakrs | Sie gilt bei den Sunniten als seine Lieblingsfrau. | Die Ehe blieb kinderlos. |
| 4.  | Hafsa                | Hafsa bint Umar                 |                       | nach der Schlacht von Uhud (625) | die Tochter Umar Ibn al-Chattabs, verwitwet | | Die Ehe blieb kinderlos. |
|     | Zainab bint Chuzaima | Zainab bint Chuzaima            |                       | (626)                            | | | Die Ehe blieb kinderlos. |
| 5.  | Zainab bint Gahs     | Zainab bint Dschahsch           |                       | um 626                           | Zainab kam als eine der ersten Auswanderer nach Medina und war Mohammeds Cousine. Zainab war die Frau seines Adoptivsohnes Zaid, der, nachdem Mohammed von Allah dazu ermächtigt worden war, von ihr geschieden wurde. | Sie soll nach den Sunniten neben Aischa die Lieblingsfrau Mohammeds gewesen sein. In zahlreichen Hadithen wird Zainab als sehr mildtätig und freigiebig beschrieben.        | Die Ehe blieb kinderlos. |
| 6.  | Umm Salama           | Umm Salama Hind bint Abi Umayya |                       | 626                              | Witwe des Abu Salama, eines engen Freundes von Mohammed. | Als dieser im Jahr 626 starb, heiratete Mohammed sie. | Die Ehe blieb kinderlos. |
| 7.  | Dschuwairiya         | Dschuwairiya bint al-Hārith     |                       | um 627                           | Gehörte den Banū l-Mustaliq, einer Untergruppe des Stammes Chuzāʿa, an. | | Die Ehe blieb kinderlos. |
| 8.  | Safiya Bint Huyai    | Safiyya bint Huyayy             |                       | 628                              | Jüdisch; wurde bei der Eroberung Haibars im Jahr 628 gefangen genommen. | Wenig später gab Mohammed ihr die Freiheit und heiratete sie. | Die Ehe blieb kinderlos. |
| 9.  | Ramla                | Ramla bint Abi Sufyan           |                       | um 623                           | | | Die Ehe blieb kinderlos. |
| 10. | Maimuna              | Maymuna bint al-Harith          |                       | um 629                           | | Die Ehe wurde nicht in Mekka, sondern aus rechtlichen Gründen in einem Ort namens Sarif geschlossen.                                                                        | Die Ehe blieb kinderlos. |

Nach dem Koran wurde es Mohammed ausdrücklich erlaubt, mehr als die für die anderen Gläubigen im Islam maximal gestatteten vier Ehen gleichzeitig zu führen. Er hatte mindestens neun (nach anderen Angaben 12 oder 14) Frauen, sowie Sklavinnen und Konkubinen. In Sure 33:50 steht:

„Prophet! Wir haben dir zur Ehe erlaubt: deine (bisherigen) Gattinnen, denen du ihren Lohn gegeben hast; was du (an Sklavinnen) besitzt, (ein Besitz, der) dir von Allah (als Beute) zugewiesen (worden ist); die Töchter deines Vaterbruders und die Töchter deiner Vaterschwestern und die Töchter deines Mutterbruders und die Töchter deiner Mutterschwestern, die mit dir ausgewandert sind; (weiter) eine (jede) gläubige Frau, wenn sie sich dem Propheten schenkt und er (seinerseits) sie heiraten will. Das (letztere) gilt in Sonderheit für dich im Gegensatz zu den (anderen) Gläubigen. Wir wissen wohl, was wir ihnen hinsichtlich ihrer Gattinnen und ihres Besitzes (an Sklavinnen) zur Pflicht gemacht haben. (Die obige Verordnung ist eine Sonderregelung für dich) damit du dich nicht bedrückt zu fühlen brauchst (wenn du zusätzliche Rechte in Anspruch nimmst). Und Allah ist barmherzig und bereit zu vergeben.“

Bis auf Aischa waren alle Frauen Mohammeds Witwen oder geschieden. Aischa heiratete Mohammed möglicherweise bereits, als sie sechs Jahre alt war, wobei die Ehe vollzogen wurde, als sie neun Jahre alt war. Sie galt nach den Sunniten nach Chadidscha als Mohammeds Lieblingsfrau, mit Zainab an zweiter Stelle. Die Heirat mit Aischa und mit der bereits verheirateten Zainab fallen aus dem Rahmen der üblichen Ehen Mohammeds. Die Frauen Mohammeds werden von der Mehrheit der Muslime – mit Ausnahme der christlichen Sklavin Maria al-Qibtiyya – die „Mütter der Gläubigen“ genannt.

## Konkubinen und Sklavinnen
- Maria al-Qibtiyya, christliche Sklavin, die er vom byzantinischen Statthalter Ägyptens als Geschenk bekam (629).
  - Ibrahim, Sohn des Propheten; er starb im Säuglingsalter (nach Brockelmann: 27. Januar 632).
- Dschuwayriya bint al-Harith
- Raihana bint Zaid ibn Amr. Raihana nahm er sich, nachdem die Männer der Banu Quraiza für ihren Verrat und den Bruch des Bündnisses der vertragsmäßig festgelegten Strafe hingerichtet wurden, zu seiner Konkubine. Laut verschiedener Quellen wurde sie später seine Frau.
- Safiyya bint Huyayy, erst Konkubine, dann Ehefrau.

## Kinder
| Name        | Anderer Name                                                        | Geschlecht  | Lebensdaten                                                        | Mutter           | Bemerkung |
| ----------- | ------------------------------------------------------------------- | ----------- | ------------------------------------------------------------------ | ---------------- | --- |
| Fatima      | Fatima bint Mohammad ibn 'Abdallah ibn 'Abd al-Muttalib ibn Haschim | Tochter     | um 600 geboren, Fatima überlebte ihren Vater nur um wenige Monate. | Chadidscha       | heiratet Ali ibn Abi Talib, und hatte mit ihm 5 Kinder: Hasan, Husain, Muhsin, Umm Kulthum und Zainab. siehe Ali Zain al-Abidin, Zaid ibn Ali |
| Zaid        |                                                                     | Adoptivsohn |                                                                    | Chadidscha       | zuerst mit Zainab verheiratet |
| Ruqaiya     | Ruqayya bint Muhammad                                               | Tochter     |                                                                    | Chadidscha       | mit Uthman ibn Affan verheiratet |
| Umm Kulthum | Umm Kulthum bint Muhammad                                           | Tochter     |                                                                    | Chadidscha       | mit Uthman ibn Affan verheiratet |
| Zainab      | Zaynab bint Muhammad                                                | Tochter     |                                                                    | Chadidscha       | Zainabs Tochter Umamah, also Mohammeds Enkelin, heiratete Ali ibn Abi Talib nach Fatimas Tod                                                  |
| Qasim       | al-Qasim, at-Tayyib                                                 | Sohn        | gestorben als Kind                                                 | Chadidscha       | |
| Abdullah    | at-Tahir                                                            | Sohn        | gestorben als Kind                                                 | Chadidscha       | |
| Ibrahim     |                                                                     | Sohn        | gestorben als Kind mit ca. 2 Jahren                                | Maria die Koptin | |